# Marko Dolenc
Marko Dolenc (* 27. September 1972 in Ljubljana) ist ein ehemaliger slowenischer Biathlet.
Marko Dolenc lief erstmals 1993 in Pokljuka im Biathlon-Weltcup. Im Sprintrennen belegte er den 98. Platz. Seinen zweiten Weltcupauftritt hatte er erst fünf Jahre später an selber Stelle, wo er 93. in einem Sprint wurde. Ebenfalls 1998 trat er erstmals bei den Weltmeisterschaften im Sommerbiathlon an und belegte als beste Platzierung einen 18. Platz im Sprint. In der Saison 1998/99 startete Dolenc nur im Europacup. Hier erreichte er einen dritten Platz mit der Staffel in Friedenweiler, was seine beste Platzierung war. Zu Beginn der nächsten Saison schaffte der Slowene seinen internationalen Durchbruch. Im ersten Weltcuprennen der Saison in Hochfilzen, einem Einzel, belegte er den 22. Platz und sammelte erstmals Weltcuppunkte. Am Holmenkollen in Oslo nahm er 2000 erstmals an Biathlon-Weltmeisterschaften teil. Beste Platzierung war ein 31. Rang im Sprint. In der folgenden Saison erreichte er in einem Sprint in Antholz als Siebter sein erstes Ergebnis unter den Top Ten. Ein Jahr später hatte er an selber Stelle erneut ein sehr gutes Weltcupwochenende. Im Einzel wurde er Dritter, in der Verfolgung Elfter und mit Janez Ožbolt, Tomas Globočnik und Aleksander Grajf im Staffelwettbewerb Dritter. Es war der letzte vorolympische Wettkampf. In Salt Lake City startete Dolenc bei seinen einzigen Olympischen Spielen. Beste Platzierung war ein 13. Platz im Einzel.
In der nacholympischen Saison erreichte er mit einem dritten Platz im Einzel von Östersund seine beste Weltcupplatzierung. Bei den folgenden Europameisterschaften in Forni Avoltri wurde er Dritter mit der Staffel. Danach startete er bei den Weltmeisterschaften in Chanty-Mansijsk. Hier erreichte er die beste Platzierung, einen fünften Platz, mit der Staffel. In der Verfolgung wurde er nach einem 37. Platz im Sprint Neunter. Im Sommer des Jahres startete Dolenc erstmals bei Weltmeisterschaften im Sommerbiathlon. In Forni Avoltri gewann er die Bronzemedaille im Sprint und wurde Fünfter in der Verfolgung. Zur folgenden Saison erreichte der Slowene in Pokljuka als Neunter im Sprint sein letztes Ergebnis in den Top Ten. 2002/03 und 2003/04 belegte er mit 25. Plätzen seine besten Platzierungen im Gesamtweltcup. Seine letzten internationalen Rennen bestritt er bis 2004.

## Biathlon-Weltcup-Platzierungen
Die Tabelle zeigt alle Platzierungen (je nach Austragungsjahr einschließlich Olympische Spiele und Weltmeisterschaften).
- 1.–3. Platz: Anzahl der Podiumsplatzierungen
- Top 10: Anzahl der Platzierungen unter den ersten zehn (einschließlich Podium)
- Punkteränge: Anzahl der Platzierungen innerhalb der Punkteränge (einschließlich Podium und Top 10)
- Starts: Anzahl gelaufener Rennen in der jeweiligen Disziplin

| Platzierung | Einzel | Sprint | Verfolgung | Massenstart | Staffel | Gesamt |
| ----------- | ------ | ------ | ---------- | ----------- | ------- | ------ |
| 1. Platz    |        |        |            |             |         |        |
| 2. Platz    |        |        |            |             |         |        |
| 3. Platz    | 1      |        |            |             |         | 1      |
| Top 10      | 2      | 4      | 2          |             |         | 8      |
| Punkteränge | 9      | 19     | 19         | 8           |         | 55     |
| Starts      | 18     | 46     | 37         | 8           |         | 109    |